# Cosmophasis australis
Cosmophasis australis är en spindelart som beskrevs av Simon 1902. Cosmophasis australis ingår i släktet Cosmophasis och familjen hoppspindlar. Inga underarter finns listade i Catalogue of Life.